# Granja (Mourão)
Granja is een plaats (freguesia) in de Portugese gemeente Mourão en telt 747 inwoners (2001).